# Aphelonema quadrivittata
Aphelonema quadrivittata är en insektsart som först beskrevs av Franz Xaver Fieber 1876.  Aphelonema quadrivittata ingår i släktet Aphelonema och familjen Caliscelidae. Inga underarter finns listade i Catalogue of Life.